# Nokia 6630
El Nokia 6630 es un teléfono inteligente 3G creado por Nokia, que usa la plataforma S60 con el sistema operativo Symbian OS.
Se empezó a comercializar en noviembre de 2004. Fue una evolución de los teléfonos inteligentes Nokia 6600 y Nokia 6620. Soporta tribanda GSM 900/1800/1900, WCDMA 2100 y EDGE, siendo según Nokia el primer teléfono que permite roaming realmente global, pudiendo ser usado en Europa, América y Asia. Además es el tercer teléfono WCDMA de Nokia después del Nokia 6650 y el Nokia 7600.
La CPU principal de este teléfono inteligente es un chip compatible ARM OMAP 11710 (arquitectura ARMv5, core Arm9) a 220 MHz, una velocidad sin precedentes para un teléfono inteligente de la época. Como comparación, 6600 y N-Gage solo corrían a 104 MHz.
El 6630 tiene una cámara de 1.3 megapíxeles (1280x960) a diferencia de la cámara digital VGA de los modelos 6600 y 6620 que era de 640x480 píxeles. Puede grabar vídeo a resolución 176x144, usando compresión de vídeo H.263. Al igual que el 6600 y 6620, el 6630 tiene conectividad Bluetooth además del Pop-Port USB y una pantalla TFT LCD de 65.000 colores a 176x208 píxeles. El paquete viene con una tarjeta DVD-RS-MMC, con capacidad de 32 o 64 MB dependiendo de la región donde se venda el teléfono. Las tarjetas RS-MMC normales no funcionan con el 6630 ya que requiere tarjetas de voltaje dual (1.8V y 3.0V). La cantidad máxima de memoria flash soportada son 2 GB.
El software preinstalado incluye un cliente de correo, un navegador web y un visor de archivos de Microsoft Office. También incluye soporte para MP3 y AAC (44.1 kHz, 16 bits, estéreo), y el paquete incluye auriculares estéreo con funcionalidad manos libres.
El 6630 puede realizar videollamadas usando la cámara principal, sin embargo no posee una cámara frontal. Nokia liberó un stand de videollamada (PT-8) exclusivamente para 6630. El stand de videollamada requiere una conexión a la red eléctrica usando un cargador, restringiendo las videollamadas a interiores. Inicialmente se promocionó por sus capacidades 3G más que por la funcionalidad de videollamada. Su sucesor el Nokia 6680 incorporaba una cámara frontal.
Pesa 127 g y mide 110 mm × 60 mm × 21 mm.
Como sistema operativo lleva Symbian OS v8.0, Serie 60 v2.0. La última versión de su firmware es la 6.03.40 29-09-06 RM-1.
Durante su desarrollo, al 6630 se le llamó Charlie.